# Asuka Cambridge
Asuka Antonio Cambridge, detto Aska (ケンブリッジ 飛鳥 アントニオ?, Kenburijji Asuka Antonio; 31 maggio 1993), è un velocista giapponese.
Il suo record personale nei 100 metri piani è di 10"08, il nono miglior tempo del Giappone. In carriera ha vinto per due volte la medaglia d'oro ai Giochi asiatici orientali nei 200 metri piani e nella staffetta 4×100, e una medaglia di bronzo ai Mondiali juniores nella staffetta 4×100. Ai Giochi di Rio de Janeiro 2016 ha conquistato la medaglia d'argento nella staffetta 4×100.

## Biografia
Nato in Giamaica da padre giamaicano e madre giapponese, Asuka Cambridge si trasferisce alle età di due anni con la famiglia a Osaka, in Giappone. Pratica calcio fino all'età di dodici anni, prima di trasferirsi all'età di quattordici anni a Tokyo, dove si avvicina al mondo dell'atletica. Nella capitale nipponica partecipa a diversi eventi organizzati dalla sua scuola superiore e dall'Università Nihon, dove studia letteratura e scienze. Nel 2011 si classifica quarto al Festival nazionale dello sport nei 100 m, mentre nel 2012 sfiora la qualificazione alla finale nei 200 m ai Mondiali under 20. In questa stessa competizione, tuttavia, si mette in mostra nella staffetta 4×100 conquistando la medaglia di bronzo insieme ai colleghi Kazuma Ōseto, Akiyuki Hashimoto e Kazuki Kanamori, con i quali corre in 39"01 nella batteria (record asiatico juniores), e solamente un centesimo più lento in finale.
Nel 2013 vince la sua prima medaglia d'oro ai Giochi asiatici orientali anticipando il connazionale Shōta Iizuka nella finale dei 200 m. Il secondo oro arriva nella finale della staffetta 4×100 dove stabilisce insieme a Ryōta Yamagata, Ōseto e lo stesso Iizuka il record asiatico nella competizione, con un miglioramento di quasi mezzo secondo rispetto al record precedente.
Nel 2016, grazie alla vittoria nei 100 m ai Campionati giapponesi, si assicura il pass per le Olimpiadi di Rio. Insieme a Yamagata, Iizuka e Yoshihide Kiryū conquista la medaglia d'argento nella staffetta 4×100, stabilendo il nuovo record asiatico con 37"60.

## Progressione

### 100 metri piani
| Stagione | Tempo | Luogo    | Data      | Rank. Mond. |
| -------- | ----- | -------- | --------- | ----------- |
| 2017     | 10"08 | Osaka    | 23-6-2017 | -           |
| 2016     | 10"10 | Kumagaya | 21-5-2016 | -           |
| 2015     | 10"32 |          |           | -           |
| 2014     | 10"21 | Kumagaya | 17-5-2014 | -           |

### 200 metri piani
| Stagione | Tempo | Luogo          | Data      | Rank. Mond. |
| -------- | ----- | -------------- | --------- | ----------- |
| 2016     | 20"62 | Heusden-Zolder | 16-7-2016 | -           |
| 2015     | 21"66 |                |           | -           |
| 2014     | 21"09 |                |           | -           |
| 2013     | 20"62 | Tokyo          | 9-6-2013  | -           |
| 2012     | 21"01 | Osaka          | 9-6-2012  | -           |

## Palmarès
| Anno | Manifestazione            | Sede           | Evento      | Risultato  | Prestazione | Note            |
| ---- | ------------------------- | -------------- | ----------- | ---------- | ----------- | --------------- |
| 2012 | Mondiali juniores         | Barcellona     | 200 m piani | Semifinale | 21"24       |                 |
| 2012 | Mondiali juniores         | Barcellona     | 4×100 m     | Bronzo     | 39"02       |                 |
| 2013 | Giochi asiatici orientali | Tientsin       | 200 m piani | Oro        | 20"93       |                 |
| 2013 | Giochi asiatici orientali | Tientsin       | 4×100 m     | Oro        | 38"48       |                 |
| 2016 | Giochi olimpici           | Rio de Janeiro | 100 m piani | Semifinale | 10"17       |                 |
| 2016 | Giochi olimpici           | Rio de Janeiro | 4×100 m     | Argento    | 37"60       | Record asiatico |
| 2017 | Mondiali                  | Londra         | 100 m piani | Semifinale | 10"25       |                 |
| 2017 | Mondiali                  | Londra         | 4×100 m     | Bronzo     | 38"04       | [ 13 ]          |
| 2018 | Giochi asiatici           | Giacarta       | 100 m piani | Semifinale | 10"36       |                 |
| 2018 | Giochi asiatici           | Giacarta       | 4×100 m     | Oro        | 38"16       |                 |